# 八幡站 (靜岡縣)

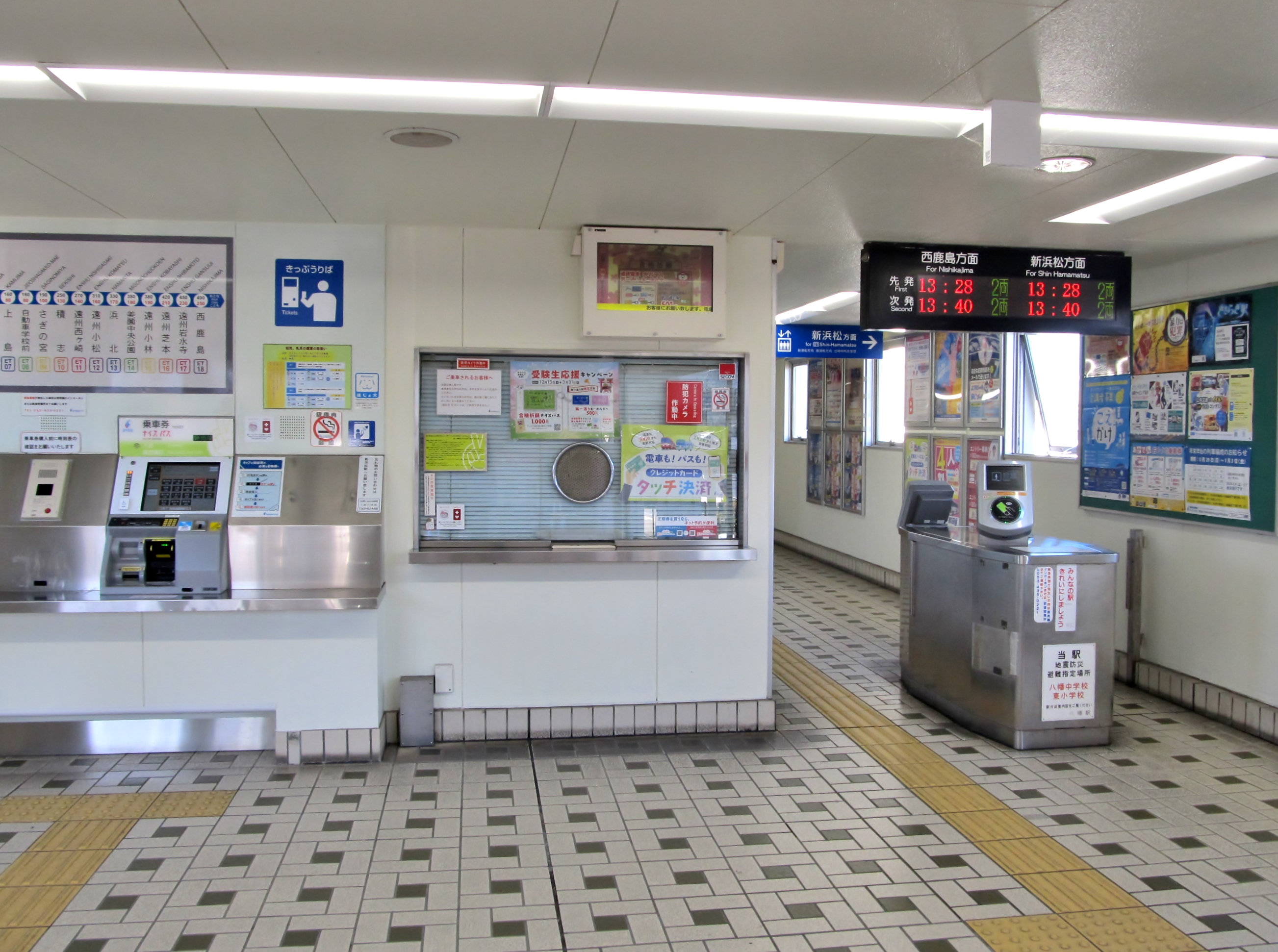
驗票口（2025年1月）

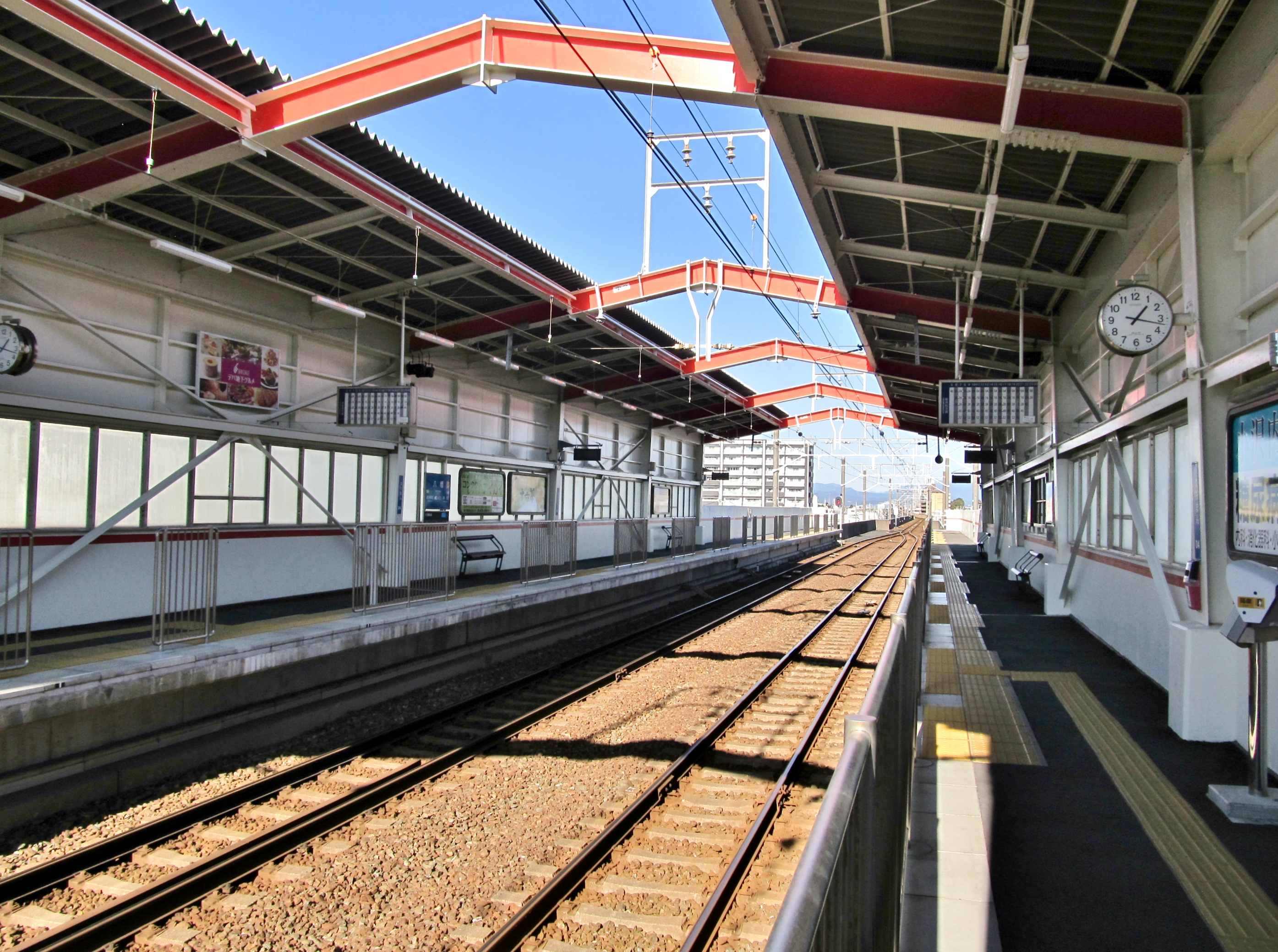
月台（2025年1月）

八幡站（日语：／ Hachiman eki */?）是位於靜岡縣濱松市中央區，屬於遠州鐵道的鐵道線車站。車站編號為04。

## 歷史

### 站名的由來
在1926年車站現地最接近濱松繭市場，本站啟用後便命名為繭市場前站。當初本站是臨時車站，並鄰近中部六縣織物共進會，後來由於附近居民請願下才正式升級至車站。而後繭市場關閉，並在其遺址上建設山葉總社，而車站名稱便按照地名濱松市八幡町而改名為八幡站。至於「八幡」這個地名則是取自鄰近的濱松八幡宮。

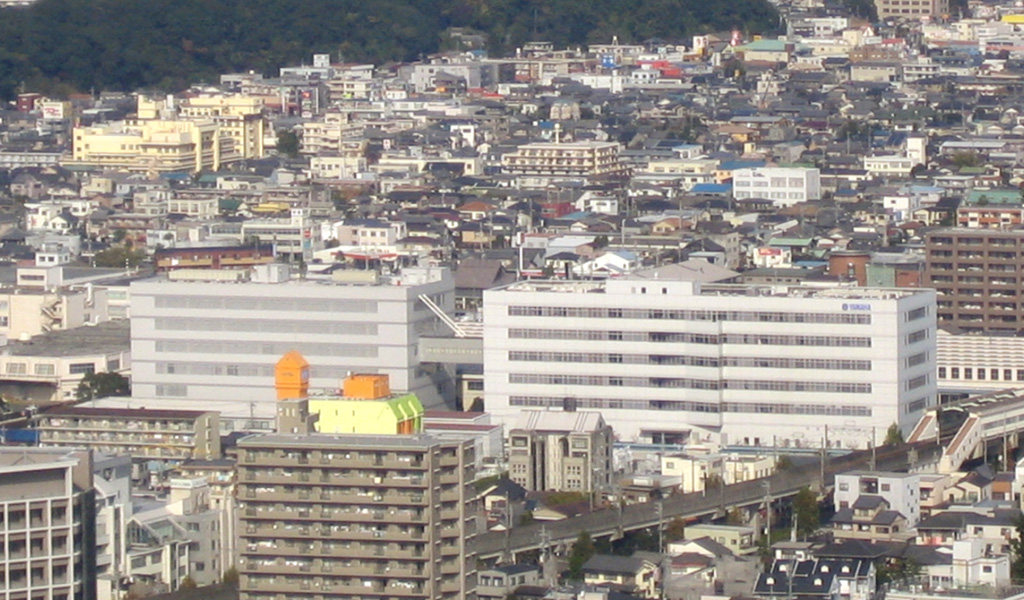
山葉總部。東邊可看見八幡站。

### 年表
- 1928年4月27日 - 繭市場前站（臨時車站）啟用。
- 1929年12月16日 - 由臨時車站升級至正式車站。
- 1951年8月1日 - 車站改名為遠州八幡站。
- 1985年12月1日 - 車站高架化，並改名為八幡站。
- 2012年11月24日 - 整日成為無人車站。

## 車站構造
此站是高架車站，設有2面2線的相對式月台。此站是全日無人車站，除了早上和深夜外，均設有列車進行列車交會。
本站在2012年11月23日前是高架橋北端（此站〜助信站是由高架橋前往地面），翌日起隨著平成17年度開始遠州鐵道鐵道線高架化工程完成，高架橋延伸至上島站（舊遠州上島站）。同時成為整日無人車站。
此站曾經設有機械翻頁顯示牌，現時以LED顯示牌取代。而機械翻頁顯示牌只剩下助信站，隨著高架化之際，該站也以LED顯示牌取代。而此站在地面車站時代設有專用線連接鄰近的山葉總部工場，該處會運送來自工場出產的鋼琴和風琴。在山葉工場建成前設有繭市場，當時會運送繭。

### 月台
| 月台 | 路線            | 上下行 | 方向             |
| ---- | --------------- | ------ | ---------------- |
| 東邊 | ■遠州鐵道鐵道線 | 上行   | 新濱松方向       |
| 西邊 | ■遠州鐵道鐵道線 | 下行   | 濱北、西鹿島方向 |

## 使用狀況
在2018年度（平成30年度）的總乘車人次為402,700人（18座車站中排名第9），下車人次為388,343人（18座車站中排名第10）。此站的乘客主要來自附近的上學，上班的人士。
以下為不同年度的乘車人次和下車人次：
| 一年總間乘車人次和下車人次彎化 | 一年總間乘車人次和下車人次彎化 | 一年總間乘車人次和下車人次彎化 | 一年總間乘車人次和下車人次彎化 |
| 年度                           | 遠州鐵道                       | 遠州鐵道                       | 參考資料、備註                 |
| 年度                           | 乘車人次                       | 下車人次                       | 參考資料、備註                 |
| ------------------------------ | ------------------------------ | ------------------------------ | ------------------------------ |
| 1980年度（昭和55年度）         | 422,514 人                     | 422,953 人                     | [ 2 ]                          |
| 1981年度（昭和56年度）         | 406,205 人                     | 413,296 人                     | [ 3 ]                          |
| 1982年度（昭和57年度）         | 376,593 人                     | 390,460 人                     | [ 4 ]                          |
| 1983年度（昭和58年度）         | 335,667 人                     | 340,281 人                     | [ 5 ]                          |
| 1984年度（昭和59年度）         | 315,841 人                     | 312,548 人                     | [ 6 ]                          |
| 1985年度（昭和60年度）         | 265,384 人                     | 266,239 人                     | [ 7 ]                          |
| 1986年度（昭和61年度）         | 298,457 人                     | 283,192 人                     | [ 8 ]                          |
| 1987年度（昭和62年度）         | 309,233 人                     | 294,285 人                     | [ 9 ]                          |
| 1988年度（昭和63年度）         | 319,665 人                     | 300,903 人                     | [ 10 ]                         |
| 1989年度（平成元年度）         | 313,440 人                     | 294,408 人                     | [ 11 ]                         |
| 1990年度（平成2年度）          | 315,679 人                     | 293,303 人                     | [ 12 ]                         |
| 1991年度（平成3年度）          | 327,817 人                     | 305,347 人                     | [ 13 ]                         |
| 1992年度（平成4年度）          | 305,638 人                     | 284,546 人                     | [ 14 ]                         |
| 1993年度（平成5年度）          | 289,341 人                     | 273,625 人                     | [ 15 ]                         |
| 1994年度（平成6年度）          | 293,416 人                     | 278,924 人                     | [ 16 ]                         |
| 1995年度（平成7年度）          | 282,149 人                     | 264,715 人                     | [ 17 ]                         |
| 1996年度（平成8年度）          | 308,243 人                     | 289,903 人                     | [ 18 ]                         |
| 1997年度（平成9年度）          | 348,272 人                     | 331,797 人                     | [ 19 ]                         |
| 1998年度（平成10年度）         | 369,968 人                     | 345,467 人                     | [ 20 ]                         |
| 1999年度（平成11年度）         | 369,018 人                     | 358,202 人                     | [ 21 ]                         |
| 2000年度（平成12年度）         | 367,628 人                     | 361,468 人                     | [ 22 ]                         |
| 2001年度（平成13年度）         | 370,122 人                     | 356,287 人                     | [ 23 ]                         |
| 2002年度（平成14年度）         | 362,230 人                     | 359,372 人                     | [ 24 ]                         |
| 2003年度（平成15年度）         | 373,916 人                     | 363,327 人                     | [ 25 ]                         |
| 2004年度（平成16年度）         | 361,952 人                     | 359,785 人                     | [ 26 ]                         |
| 2005年度（平成17年度）         | 364,545 人                     | 355,642 人                     | [ 27 ]                         |
| 2006年度（平成18年度）         | 377,100 人                     | 365,317 人                     | [ 28 ]                         |
| 2007年度（平成19年度）         | 416,548 人                     | 402,686 人                     | [ 29 ]                         |
| 2008年度（平成20年度）         | 430,562 人                     | 417,912 人                     | [ 30 ]                         |
| 2009年度（平成21年度）         | 398,149 人                     | 386,403 人                     | [ 31 ]                         |
| 2010年度（平成22年度）         | 391,327 人                     | 375,410 人                     | [ 32 ]                         |
| 2011年度（平成23年度）         | 388,442 人                     | 378,176 人                     | [ 33 ]                         |
| 2012年度（平成24年度）         | 397,878 人                     | 387,277 人                     | [ 34 ]                         |
| 2013年度（平成25年度）         | 380,207 人                     | 371,262 人                     | [ 35 ]                         |
| 2014年度（平成26年度）         | 397,052 人                     | 390,429 人                     | [ 36 ]                         |
| 2015年度（平成27年度）         | 392,185 人                     | 384,277 人                     | [ 37 ]                         |
| 2016年度（平成28年度）         | 383,020 人                     | 373,689 人                     | [ 38 ]                         |
| 2017年度（平成29年度）         | 386,164 人                     | 377,445 人                     | [ 39 ]                         |
| 2018年度（平成30年度）         | 402,700 人                     | 388,343 人                     | [ 1 ]                          |

## 車站周邊
- 山葉總部和總部工場
- 濱松市立八幡中學
- MaxValu（日语：マックスバリュ東海）濱松助信店
- 西友濱松船越店
- 濱松八幡宮

## 相鄰車站
遠州鐵道
■鐵道線
遠州醫院（03）－八幡（04）－助信（05）

## 注腳
1. 1 2  《靜岡縣統計年鑑 平成30年》 運輸・通信 鉄道運輸状況 （页面存档备份，存于）（日語）
2. ↑  《靜岡縣統計年鑑 昭和55年》 NDL 82024736 pp. 287-289
3. ↑  《靜岡縣統計年鑑 昭和56年》 NDL 83020918 pp. 287-289
4. ↑  《靜岡縣統計年鑑 昭和57年》 NDL 84021214 pp. 279-281
5. ↑  《靜岡縣統計年鑑 昭和58年》 NDL 85042552 pp. 279-281
6. ↑  《靜岡縣統計年鑑 昭和59年》 書誌情報 （页面存档备份，存于） pp. 279-281
7. ↑  《靜岡縣統計年鑑 昭和60年》 運輸・通信 私鉄運輸状況 （页面存档备份，存于）（日語）
8. ↑  《靜岡縣統計年鑑 昭和61年》 運輸・通信 私鉄運輸状況 （页面存档备份，存于）（日語）
9. ↑  《靜岡縣統計年鑑 昭和62年》 運輸・通信 鉄道運輸状況 （页面存档备份，存于）（日語）
10. ↑  《靜岡縣統計年鑑 昭和63年》 運輸・通信 鉄道運輸状況 （页面存档备份，存于）（日語）
11. ↑  《靜岡縣統計年鑑 平成元年》 運輸・通信 鉄道運輸状況 （页面存档备份，存于）（日語）
12. ↑  《靜岡縣統計年鑑 平成2年》 運輸・通信 鉄道運輸状況 （页面存档备份，存于）（日語）
13. ↑  《靜岡縣統計年鑑 平成3年》 運輸・通信 鉄道運輸状況 （页面存档备份，存于）（日語）
14. ↑  《靜岡縣統計年鑑 平成4年》 運輸・通信 鉄道運輸状況 （页面存档备份，存于）（日語）
15. ↑  《靜岡縣統計年鑑 平成5年》 運輸・通信 鉄道運輸状況 （页面存档备份，存于）（日語）
16. ↑  《靜岡縣統計年鑑 平成6年》 運輸・通信 鉄道運輸状況 （页面存档备份，存于）（日語）
17. ↑  《靜岡縣統計年鑑 平成7年》 運輸・通信 鉄道運輸状況 （页面存档备份，存于）（日語）
18. ↑  《靜岡縣統計年鑑 平成8年》 運輸・通信 鉄道運輸状況 （页面存档备份，存于）（日語）
19. ↑  《靜岡縣統計年鑑 平成9年》 運輸・通信 鉄道運輸状況 （页面存档备份，存于）（日語）
20. ↑  《靜岡縣統計年鑑 平成10年》 運輸・通信 鉄道運輸状況 （页面存档备份，存于）（日語）
21. ↑  《靜岡縣統計年鑑 平成11年》 運輸・通信 鉄道運輸状況 （页面存档备份，存于）（日語）
22. ↑  《靜岡縣統計年鑑 平成12年》 運輸・通信 鉄道運輸状況 （页面存档备份，存于）（日語）
23. ↑  《靜岡縣統計年鑑 平成13年》 運輸・通信 鉄道運輸状況 （页面存档备份，存于）（日語）
24. ↑  《靜岡縣統計年鑑 平成14年》 運輸・通信 鉄道運輸状況 （页面存档备份，存于）（日語）
25. ↑  《靜岡縣統計年鑑 平成15年》 運輸・通信 鉄道運輸状況 （页面存档备份，存于）（日語）
26. ↑  《靜岡縣統計年鑑 平成16年》 運輸・通信 鉄道運輸状況 （页面存档备份，存于）（日語）
27. ↑  《靜岡縣統計年鑑 平成17年》 運輸・通信 鉄道運輸状況 （页面存档备份，存于）（日語）
28. ↑  《靜岡縣統計年鑑 平成18年》 運輸・通信 鉄道運輸状況 （页面存档备份，存于）（日語）
29. ↑  《靜岡縣統計年鑑 平成19年》 運輸・通信 鉄道運輸状況 （页面存档备份，存于）（日語）
30. ↑  《靜岡縣統計年鑑 平成20年》 運輸・通信 鉄道運輸状況 （页面存档备份，存于）（日語）
31. ↑  《靜岡縣統計年鑑 平成21年》 運輸・通信 鉄道運輸状況 （页面存档备份，存于）（日語）
32. ↑  《靜岡縣統計年鑑 平成22年》 運輸・通信 鉄道運輸状況 （页面存档备份，存于）（日語）
33. ↑  《靜岡縣統計年鑑 平成23年》 運輸・通信 鉄道運輸状況 （页面存档备份，存于）（日語）
34. ↑  《靜岡縣統計年鑑 平成24年》 運輸・通信 鉄道運輸状況 （页面存档备份，存于）（日語）
35. ↑  《靜岡縣統計年鑑 平成25年》 運輸・通信 鉄道運輸状況 （页面存档备份，存于）（日語）
36. ↑  《靜岡縣統計年鑑 平成26年》 運輸・通信 鉄道運輸状況 （页面存档备份，存于）（日語）
37. ↑  《靜岡縣統計年鑑 平成27年》 運輸・通信 鉄道運輸状況 （页面存档备份，存于）（日語）
38. ↑  《靜岡縣統計年鑑 平成28年》 運輸・通信 鉄道運輸状況 （页面存档备份，存于）（日語）
39. ↑  《靜岡縣統計年鑑 平成29年》 運輸・通信 鉄道運輸状況 （页面存档备份，存于）（日語）

## 外部連結
- 八幡站（遠鐵電車各站資訊） （页面存档备份，存于）（日語）